# Huntingtin
A huntingtin (Htt) a HTT gén, más néven IT15 (interesting transcript 15) által kódolt fehérje. A mutált HTT okozza a Huntington-kórt, és vizsgálták szerepét ebben és a hosszútávú memóriatárolásban is.
Változó szerkezetű, a gén polimorfizmusai eltérő számú glutamint okoz a fehérjében. Vad típusú (normál) formájában a polimorf lokusz 6–35 glutamint tartalmaz. Azonban az autoszomális domináns Huntington-kórban érintettekben több mint 36 ismétlődés van (a legnagyobb ismert ismétlődésszám 250 körül van). Gyakori neve e betegségből származik, korábban az IT15 rövidítést használták.
A huntingtin tömege nagyrészt a glutamin mennyiségétől függ, előrejelzett tömege mintegy 350 kDa. A normál huntingtin 3144 aminosavat tartalmaz. Pontos funkciója nem ismert, de a neuronokban fontos. Szerepe lehet a sejtkommunikációban, az anyagátvitelben, fehérjék és más szerkezetek kötésében és az apoptózis elleni védelemben. A huntingtin szükséges a születés előtti normál fejlődéshez. Számos szövet expresszálja, a legnagyobb mértékű expresszió az agyban található.

## Génje
A HTT gén 5’-vége többször ismétlődő CAG szekvenciát tartalmaz, ez kódolja a glutamint. Ez egy trinukleotid-ismétlődés. Általában 7 és 35 között van az ismétlődésszám.
A HTT gén a 4. kromoszóma p karjának 16.3 pozícióján található a 3 074 510. és a 3 243 960. bázispár közt

## Fehérje

### Funkció
A Htt funkciója nem teljesen tisztázott, de fontos az axonális transzportban. A huntingtin szükséges a fejlődésben, hiánya egerekben halálos. Nincs szekvenciahomológiája más fehérjékkel, és emberben és rágcsálókban is az agy és a herék expresszálják. Növeli az agyi eredetű neurotróf faktor (BDNF) transzkripcióját, de ennek mechanizmusa nem ismert. Immunohisztokémiai, elektronmikroszkópos és szubcelluláris frakcionálással végzett kísérletek alapján a huntingtin elsősorban a vezikulumokkal és mikrotubulusokkal áll kapcsolatban. Ezek alapján a mitokondriumok sejtvázhoz való rögzítését vagy transzportját teszi lehetővé. A Htt fontos a vezikulumok mozgásában, ugyanis a klatrinkötő HIP1 fehérjével kölcsönhatásba lépve mediálja az endocitózist. Ezenkívül az epitél polaritásban is fontos a RAB11A-val való kölcsönhatás révén.

### Kölcsönhatások
A huntingtin legalább 19 másik fehérjével közvetlenül kölcsönhat, ebből 6 transzkripciós, 4 transzport-, 3 sejtkommunikációs funkciójú, a HIP5, a HIP11, a HIP13, a HIP15, a HIP16 és a CGI-125 funkciója ismeretlen. Több mint 100 kölcsönható fehérje ismert, például a huntingtinasszociált protein 1 (HAP1) és a huntingtin-kölcsönható protein 1 (HIP1), ezeket általában kéthibrides vizsgálattal találták, és immunkicsapással erősítették meg.
| Fehérje                  | PoliQ-hossz-függőség | Működés                                                 |
| ------------------------ | -------------------- | ------------------------------------------------------- |
| α-adaptin C/HYPJ         | Igen                 | Endocitózis                                             |
| Akt/PKB                  | Nem                  | Kináz                                                   |
| CBP                      | Igen                 | Transzkripciós koaktivátor acetiltranszferáz-funkcióval |
| CA150                    | Nem                  | Transzkripciós aktivátor                                |
| CIP4                     | Igen                 | cdc42-dependens jeltranszdukció                         |
| CtBP                     | Igen                 | Transzkripciós faktor                                   |
| FIP2                     | Nem ismert           | Sejtmorfogenezis                                        |
| Grb2                     | Nem ismert           | Növekedésifaktorreceptor-kötő fehérje                   |
| HAP1                     | Igen                 | Sejtanyagcsere                                          |
| HAP40 (F8A1, F8A2, F8A3) | Nem ismert           | Nem ismert                                              |
| HIP1                     | Igen                 | Endocitózis, proapoptotikus                             |
| HIP14/HYP-H              | Igen                 | Anyagcsere, endocitózis                                 |
| N-CoR                    | Igen                 | Magreceptor-korepresszor                                |
| NF-κB                    | Nem ismert           | Transzkripciós faktor                                   |
| p53                      | Nem                  | Transzkripciós faktor                                   |
| PACSIN1                  | Igen                 | Endocitózis, aktin sejtváz                              |
| DLG4 (PSD-95)            | Igen                 | Posztszinaptikus sűrűség                                |
| RASA1 (RasGAP)           | Nem ismert           | Ras-aktivátor                                           |
| SH3GL3                   | Igen                 | Endocitózis                                             |
| SIN3A                    | Igen                 | Transzkripciós represszor                               |
| Sp1                      | Igen                 | Transzkripciós faktor                                   |

Ezenkívül kölcsönhat az alábbi fehérjékkel:
- HIP2,[22]
- MAP3K10,[23]
- OPTN,[24]
- PRPF40A,[25]
- SETD2,[25]
- TRIP10,[26]
- ZDHHC17.[25][27]

## Mitokondriális diszfunkció
A huntingtin az ATM oxidatív DNS-károsodásra válaszoló komplexének támasztóproteinje. A mutáns huntingtin (mHtt) a mitokondriális diszfunkcióban fontos, gátolja az elektrontranszportláncot, emeli a reaktív oxigénszármazékok szintjét és az oxidatív stresszt. A DNS-oxidáció segítése hozzájárulhat a Huntington-kór tüneteihez.

## Klinikai jelentősége
| Ismétlődésszám | Besorolás        | Betegség állapota |
| -------------- | ---------------- | ----------------- |
| <26            | Normál           | Nem érintett      |
| 26–35          | Átmeneti         | Nem érintett      |
| 36–40          | Csökkent tünetek | ± érintett        |
| >40            | Teljes tünetek   | Érintett          |

A Huntington-kórt (HD) a huntingtin génjének mutációja okozza, ahol a többlet (35 feletti) CAG-ismétlődések instabil fehérjét eredményeznek. Ezek különösen hosszú N-terminális poliglutamint jelentenek. Így a HD trinukleotid-ismétlődéses betegség, más néven poliglutamin-betegség. A HD-ben található szekvencia a glutaminszekvencia trinukleotid-ismétlődéses bővülése a 18. aminosavtól. Egészséges emberekben ez 6–35 glutamint tartalmaz káros hatás nélkül. Azonban 36 vagy több glutamin hibás, mutáns Htt-t (mHtt) okoz. 36–39 glutamin közt csökkent hatása van a betegségnek.
A sejt enzimjei gyakran ezt a fehérjét töredékekre bontják. E töredékek neuronális intranukleáris inklúziókat (NII) alkotnak idegsejtekben, és más, normál fehérjéket is bevonhatnak magukba. Ezek jelenlétéről korábban úgy gondolták, hogy a Huntington-kór előrehaladásában működik közre. Később kimutatták, hogy a látható NII-k jelenléte növelte a neuronok élettartamát, és csökkentette a szomszédos neuronokban az mHtt-t. A különböző típusú aggregátumokat a mutáns fehérje alkotja, beleértve a korábbi tanulmányokban a láthatósághoz túl kicsiket is. A neuronhalál valószínűsége nehezen megjósolható. Valószínűleg több tényező is fontos, például a CAG-ismétlődések száma a HTT génben és a neuron kitettsége diffúz intracellularis mHtt-nek. A NII-k működhetnek túlélési mechanizmusként – és nem patogén mechanizmusként – a diffúz Htt mennyiségének csökkentésével. Ez különösen gyakori a mozgáskoordináló striatumban és a gondolkodást és érzelmet irányító frontális kéregben.
36–40 CAG ismétlődéssel rendelkezőkben kialakulhatnak a Huntington-kór jelei és tünetei, 40 ismétlődés felett pedig 50–60 éven belül kialakulnak. 60 feletti ismétlődés esetén a HD súlyos változata, a juvenilis HD alakul ki. Így a CAG ismétlődések száma befolyásolja a kort, melynél kialakul a kór. Nem diagnosztizáltak 36 alatti ismétlődésszámú esetet.
A módosult gén öröklődése során a CAG-ismétlődések száma változhat, általában növekszik, különösen az apától örökölve. 28–35 CAG ismétlődéssel rendelkező embereknél nem mutatták ki a kórt, de gyermekeiknél az ismétlődésszám növekedése esetén jelentkezhet a kór.

## Fordítás
Ez a szócikk részben vagy egészben  a   Huntingtin című angol Wikipédia-szócikk ezen változatának fordításán alapul.  Az eredeti cikk szerkesztőit annak laptörténete sorolja fel. Ez a jelzés csupán a megfogalmazás eredetét és a szerzői jogokat jelzi, nem szolgál a cikkben szereplő információk forrásmegjelöléseként.